# Mielichhoferia vardei
Mielichhoferia vardei är en bladmossart som beskrevs av Arthur Jonathan Shaw och H. Crum 1984. Mielichhoferia vardei ingår i släktet kismossor, och familjen Bryaceae. Inga underarter finns listade i Catalogue of Life.